# Moderation (canción)
«Moderation» es una canción de la banda de rock indie británica Florence and the Machine que se dio a conocer en enero de 2019, siendo el primer trabajo independiente después de su cuarto disco de estudio, High As Hope. Incluía una cara B, con la canción, también inédita, Haunted House.

## Recepción de la crítica
La canción se dio a conocer al público en un concierto del grupo en enero de 2019. El medio Stereogum la calificó de un "gran golpe cinematográfico con palmas de gospel y una actuación vocal gigantesca por parte de Welch", mientras que su cara B, Haunted House, fue descrita como un sencillo "restringido", en contraste con su cara A, siendo "más suave y más tierno". Jon Blistein, de Rolling Stone, describió ambas canciones como "descaradas", destacando en Moderation la melodía del piano sobre la que se acopla la voz de Florence Welch. Billboard, por su parte, alababa su inicio rompedor, explosivo y entusiasta, mientras que Haunted House revelaba el lado más sombrío de Welch, cuya voz suave engalana el piano que suena.

## Posición en listas
| Listas (2019)                         | Posición más alta |
| ------------------------------------- | ----------------- |
| Australia (ARIA)                      | 38                |
| Bélgica-Flandes (Ultratop 50 Singles) | 9                 |
| Escocia (Official Charts Company)     | 20                |
| Estados Unidos (Hot Rock Songs)       | 55                |
| Nueva Zelanda (Recorded Music NZ)     | 12                |